# Nannomacer germaini
Nannomacer germaini is een keversoort uit de familie bastaardsnuitkevers (Nemonychidae). De wetenschappelijke naam van de soort werd in 1952 gepubliceerd door Eduard Voss.